# Либерально-демократическая партия Азербайджана
Либерально-демократическая партия Азербайджана (ЛДПА; азерб. Azərbaycan Liberal Demokrat Partiyası) — политическая партия Азербайджана, существовшая с 30 января 1999 по 1 апреля 2023 года. Партия насчитывала 53 районных организации, в которых состояло 15 000 человек. Председателем партии на момент упразднения был Фуад Агаси оглы Алиев (Fuad Əliyev).

## История
Основателем и первым председателем Либерально-демократической партии Азербайджана был Закир Мамедов, ранее являвшийся членом и заместителем председателя Либеральной партии Азербайджана (ЛПА), но в 1998 году покинувший её из-за протест против политики председателя партии Лалы Шевкет.
30 января 1999 года группа бывших членов ЛПА во главе с Мамедовым основали свою организацию, назвав её Либерально-демократическая партия Азербайджана. Партия была зарегистрирована 9 июля того же года.
22 ноября 2000 года азербайджанский телеканал ANS сообщил, что партия отделилась от ЛПА и её первым председателем был избран Закир Мамедов.
В 2000 году первый заместитель председателя партии Фуад Алиев вышел из ЛДПА вместе с шестью членами правления партии и основал Партию национального примирения. Он заявил, что причиной образования партии стала неудовлетворительная работа председателя ЛДП и отсутствие какой-либо конкретной позиции. Мамедов в ответ заявил, что помимо Алиева никто больше партию не покинул и охарактеризовал ЛДПА как правоцентристскую партию.
В результате обрушения офисного здания ЛДПА во время землетрясения 2000 года Закир Мамедов получил серьёзные ранения и скончался 15 декабря 2000 года. После его смерти Партия национального примирения, возглавляемая Фуадом Алиевым, присоединилась к ЛДПА и на съезде 15 сентября 2001 года Фуад Алиев был избран председателем партии.
Несмотря на это объединение, противники Фуада Алиева в партии под руководством Валеха Ибадова стали действовать от имени Либерально-демократической партии Азербайджана. Однако в 2004 году Верховный суд Азербайджанской Республики зарегистрировал группу Фуада Алиева как Либерально-демократическую партию Азербайджана, что положило конец внутрипартийной борьбе за лидерство. Через некоторое время Ибадов изменил название своей группы на Партию националистического движения (азерб. Millətçi Hərəkat Partiyası).
При Алиеве ЛДПА подписало коалиционное соглашение с Партией гражданской солидарности и соглашение с Народным фронтом Азербайджана (НФА).
1 апреля 2023 года после принятия нового закона «О политических партиях» ЛДПА прекратила своё существование.

## Идеология
Идеология ЛДПА основывалась на либерально-демократических ценностях. При Мамедове основной целью партии заявлялось «построение независимого демократического государства АР (Азербайджанской Республики) на основе общечеловеческих ценностей, норм международного права и научных достижений мировой цивилизации». Сменивший Мамедова на посту председателя ЛДПА Алиев рассматривал ваххабизм как «угрозу суверенитету и демократическому развитию» и выражал обеспокоенность по поводу ненадлежащего влияния России на дела Азербайджана. Партия занимал центристскую позицию в политической системе.

## Участие в выборах
Партия неоднократно пыталась участвовать в выборах, но безуспешно. Так, в 2000 году Мамедову было отказано в регистрации на парламентских выборах региональной избирательной комиссией после того, как она признала недействительными 407 из 2300 подписей собранных за его выдвижение. Неуспешными оказались и попытки участвовать в парламентских выборах 2005 и 2020 годов. В выборах 20110 и 2015 годов партия не участвовала.
На муниципальных выборах 1999 года партия смогла получить 600 мест в муниципальных органах власти.
В ноябре 2001 года Алиев баллотировался на дополнительных парламентских выборах по Товузскому городскому избирательному округу №87 и получил 65 голосов (0,12 %).
На муниципальных выборах 2004 года партия смогла получить 130 мест в муниципальных органах власти.
В 2008 году Алиев принял участие в президентских выборах, получив 28 423 голосов (0,78 %) и заняв 6-е место из 7 кандидатов.
На муниципальных выборах 2009 года партия смогла выдвинуть только 4 кандидатов, ни один из них не был избран. В муниципальных выборах 2019 года ЛДПА решила не участвовать, считая, «что бессмысленно участвовать в выборах, пока не будут проведены избирательные реформы», но предоставила своим членам свободу баллотироваться на посты в индивидуальном порядке.

## Численность
По данным портала azeronline.com у ЛДПА было 23 региональных организации. В июне 2001 года Алиев заявил о 5700 членах. По данным Assa-Irada (Азербайджанское международное независимое информационное агентство) в партийном съезде 14 сентября 2001 года участвовало 150 делегатов из 39 региональных организаций. Согласно результатам опроса, опубликованным перед парламентскими выборами 2000 года, поддержка партии составляла от 3 до 3,5 %.